# 21801 Анчерл
21801 Анчерл (1999 TW3, 1992 WO9, 21801 Ančerl) — астероїд головного поясу, відкритий 2 жовтня 1999 року.
Тіссеранів параметр щодо Юпітера — 3,519.